# Samuel Mariño
Pour les articles homonymes, voir Mariño.
Samuel Mariño est un chanteur soprano vénézuélien né en 1993 à Caracas. Il revendique son identité d’homme “queer” et son homosexualité.

## Biographie
Ses parents sont universitaires. Adolescent, il étudie dans un établissement catholique de Caracas. Victime de harcèlement homophobe, il se réfugie dans le piano et la chorale. Sa voix n’ayant pas mué à l’adolescence en raison d’un dysfonctionnement hormonal, deux médecins lui conseillent de se faire opérer du larynx pour rendre sa voix plus grave, mais il suit les conseils d'un troisième, qui lui suggère de se mettre au chant lyrique. Il étudie trois ans au Venezuela, puis part pour la France. Il étudie avec la soprano américaine  Barbara Bonney  et décroche le prix du public comme soprano, un timbre rarissime chez les hommes, au concours international de jeunes talents lyriques en Allemagne Neue Stimmen (en). Il traverse les frontières du genre et bouscule le monde de la musique classique en affirmant son identité queer, et en s’habillant de façon flamboyante.

## Discographie
- Care Pupille: Handel, Gluck, Samuel Mariño, male soprano, avec Händelfestspielorchester Halle, direction Michael Hofstetter, éditions Orfeo (2020)[4],[5]
- Pergolèse, Vivaldi: Stabat Mater pour deux castrats, Samuel Mariño, soprano, Filippo Mineccia, alto, avec Orchestre de l'Opéra Royal, direction Marie Van Rhijn, éditions Château de Versailles Spectacles (2021)[6]
- Les 3 Contre-Ténors: Le Concours de Virtuosité des Castrats, Samuel Mariño, Filippo Mineccia, Valer Sabadus, Orchestre de l'Opéra Royal, direction Stefan Plewniak, éditions Château de Versailles Spectacles (2021)[7]
- Sopranista, Samuel Mariño, sopranista, avec La Cetra Barockorchester, direction Andrea Marcon, éditions Decca (2022)[8]
- Carl Heinrich Graun: Silla (Postumio) avec Bejun Mehta, Valer Sabadus, Hagen Matzeit, Eleonora Bellocci, Roberta Invernizzi, Mert Sungu, Coro Maghini, Innsbrucker Festwochenorchester, direction Alessandro de Marchi, éditions CPO (2023)[9]
- Yánez: Viajera del río (Arr. Assad for Voice and Guitar) - Single, Samuel Mariño, Plínio Fernandes, éditions Decca Classics (2023)[10]